# Fondi
Fondi és una ciutat d'Itàlia al Laci, província de Latina, amb més de 35.000 habitants.

## Història
Fundi fou una ciutat dels volscs entre Tarracina i Formiae, a uns 8 km de la costa i propera a la llacuna de Lacus Fundanus, avui Lago di Fondi. Passava per la ciutat la via Àpia. El 340 aC durant la gran guerra llatina romangué neutral entre llatins i campanis i al final de la guerra fou aliada de Roma i per la seva fidelitat va rebre la ciutadania romana sense dret a sufragi juntament a Formiae (338 aC), però després es va revoltar amb Privernum sota la direcció de Vitruvius Vaccus, que era nadiu de la ciutat; derrotada la revolta els magistrats locals van poder explicacions satisfactòries al senat romà i la ciutat no fou castigada. El 190 aC es va votar una llei que la va donar la ciutadania plena amb dret de sufragi, i els ciutadans foren inclosos a la tribu emiliana.
Avançat el segle i aC, sota August, va rebre una colònia de veterans, però durant tot l'Imperi fou municipi. Fou inclosa administrativament al Latium, a la part coneguda per Latium Novum. La seva prosperitat derivà de què hi passava la via Àpia que es desviava lleugerament per entrar a la ciutat. Horaci esmenta la petulància del magistrat local i orador Aufidius Luscus. Ciceró i Suetoni també l'esmenten i aquest darrer indica que la família de Lívia Drusil·la, dona d'August, fou originària d'aquesta ciutat i alguns autors inclòs hi fan néixer a Tiberi. Silius Italicus inclou Fundi i Caiëta a Campània però no cap dubte de què era al Latium.
Es conserven algunes restes de l'època romana: les muralles, alguna porta, inscripcions i altres objectes menors, i sobretot un carrer de la ciutat que és part de l'antiga via Àpia. La ciutat era famosa per l'excel·lència dels seus vis: el més rellevant el Caecubus (que es feia a l'anomenat Caecubus Ager), però tot seguit el de la mateixa ciutat (Fundanum vinum, fet al Fundanus Ager) només superat pel Caecubus i el vi de Falèrnia.
Possessió romana d'Orient des del segle vii fins al segle xi, fou un comtat dels normands dins el ducat de Gaeta. Formà part del Regne de Nàpols i van ser comtes la família Dell'Aquila i el 1299 va passar als Caetani que per dos segles la van fer centre dels seus feus i seu d'iniciatives artístiques. El 1378 Onorato I Caetani va permetre la celebració d'un conclau que va elegir a l'antipapa Climent VII d'Avinyó en oposició al Papa Urbà VI.
Va passar després a domini català-aragonès i fou donada en feu a Prospero Colonna al final del segle xv. El fill de Pròsper, Vespasià Colonna, es va casar el 1527 amb Júlia Gonzaga, una adolescent filla de Lluís Gonzaga de Màntua. Durant l'estança de la comtessa Júlia Gonzaga a la ciutat (1526-1534), Fondi va arribar a la seva màxima esplendor. El 1534 fou devastada pel pirata otomà Khair ed-Din Barba-rossa i va començar la decadència. Dels Colonna va passar als Sangro. El 1861 va passar a Itàlia però fins al 1870 els napolitans refugiats als Estats Pontificis van fer atacats a la zona.